# Gazsko-izraelský konflikt
Gazsko-izraelský konflikt je součást izraelsko-palestinského konfliktu, který se odehrává v Pásmu Gazy a v přiléhajících oblastech Izraele. Pásmo Gazy se coby administrativně-správní územní celek utvořilo během první arabsko-izraelské války (1948–1949). Šlo o díl původně OSN vymezené jihozápadní části palestinského státu, který měl vzniknout po rozdělení britské mandátní Palestiny. Během občanské války (1947–1948) a následné první arabsko-izraelské války došlo k vysídlení 700 tisíc Palestinců z území Palestiny, ze kterého se v květnu 1948 stal Izrael, na území okolních států a na palestinská území (Pásmo Gazy a Západní břeh Jordánu). Po válce bylo dle dohod o příměří území nově vytvořeného Pásma Gazy převzato do správy Egypta, který zde zřídil Všepalestinský protektorát.
V roce 1956 Izrael během suezské krize začal okupovat Pásmo Gazy. Po mezinárodním tlaku se ovšem musel stáhnout v roce 1957. Izrael začal znovu okupovat Pásmo Gazy v roce 1967 (po šestidenní válce). Území plně okupoval až do roku 2005, kdy došlo ke stažení. Mezi lety 1967 a 2005 na jihozápadní části Pásma Gazy byla část území vymezena pro izraelské osady, které byly opuštěny v roce 2005. Během okupace byla v pohraničí vymezena nárazníková zóna, do které neměli Palestinci přístup.
V padesátých letech 20. století z území Pásma Gazy útočily na Izrael tzv. fedajíni. Při jejich potlačování, zejména během okupace po suezské krizi, izraelská armáda způsobila několik masakrů na civilistech (masakr v Rafahu nebo masakr v Chán Júnis). Od druhé izraelské okupace, která začala v roce 1967, proběhlo několik malých povstání. Dalším velkým konfliktem byla až první intifáda (1987–1993). Při povstání bylo zabito 2000 Palestinců a dvě stovky Izraelců. V roce 1988 Organizace pro osvobození Palestiny vyhlásila stát Palestina, jehož územím je i Pásmo Gazy. Intifáda skončila mírovými rozhovory a přijetím tzv. dohod z Osla, které ustavily samosprávu Palestinské autonomie. Popsaly také postupnou cestu ke vzniku plnoprávného státu, která ale nebyla dodržena. V roce 2000 proto vypukla druhá intifáda, která byla násilnější. Ta byla ukončena v roce 2005 stažením Izraele a evakuací osadníků z Pásma Gazy. V roce 2006 v palestinských volbách zvítězil islamistický Hamás a roku 2007 se převratem chopil moci v Pásmu Gazy.
Izrael spolu s Egyptem následně uvalil na Pásmo Gazy pozemní, námořní i vzdušnou blokádu, což z území podle humanitárních organizací udělalo „vězení pod širým nebem“. Pásmo Gazy bylo obehnáno pohraniční bariérou, kolem které vzniklo území nikoho, do kterého měli Palestinci zakázaný vstup pod hrozbou zastřelení. Blokáda a omezení pohybu Palestinců bylo mezinárodně odsouzeno jako uplatnění kolektivní viny a formu okupace. Pozemní nepropustnost bariéry vedla k vyšší intenzitě raketového ostřelování Izraele ze strany palestinských ozbrojených skupin a také k vytváření tunelů. Po vítězství Hamásu izraelská vláda přijala strategii „sekání trávníku“, kdy do Pásma Gazy pravidelně prováděla víceméně omezené vojenské operace. Nejničivějšími byly operace Lité olovo (2008–2009), operace Pilíř obrany (2012) a operace Ochranné ostří (2014). V letech 2018 a 2019 se konaly u hraniční bariéry pravidelné protesty, které izraelská armáda potlačila silou. V letech 2019 a 2021 následovaly střety formou vzájemného ostřelování území.
V říjnu 2023 Hamás a další ozbrojené skupiny v koordinovaném útoku prorazily hraniční bariéru a v pohraniční oblasti Izraeli provedly útok na vojenské i civilní cíle. Při útoku zabily 1200 Izraelců a 250 osob (živých i mrtvých) unesli do Pásma Gazy. Následně vypukla válka, během které Izrael intenzivním bombardováním zničil většinu budov a infrastruktury Pásma Gazy a v kombinaci s pozemní invazí zabil přes 52 tisíc Palestinců (z většiny civilisty a zejména ženy a děti). Dalších 119 tisíc lidí bylo zraněno. Během války také izraelská armáda provedla několik masakrů civilistů (například masakr u humanitárního konvoje nebo masakr záchranářů v Rafahu). Počtem obětí šlo na palestinské straně více zabitých než do té doby dohromady ve všech střetech v rámci konfliktu.

## Průběh konfliktu

### 1947–1949: Vznik Pásma Gazy

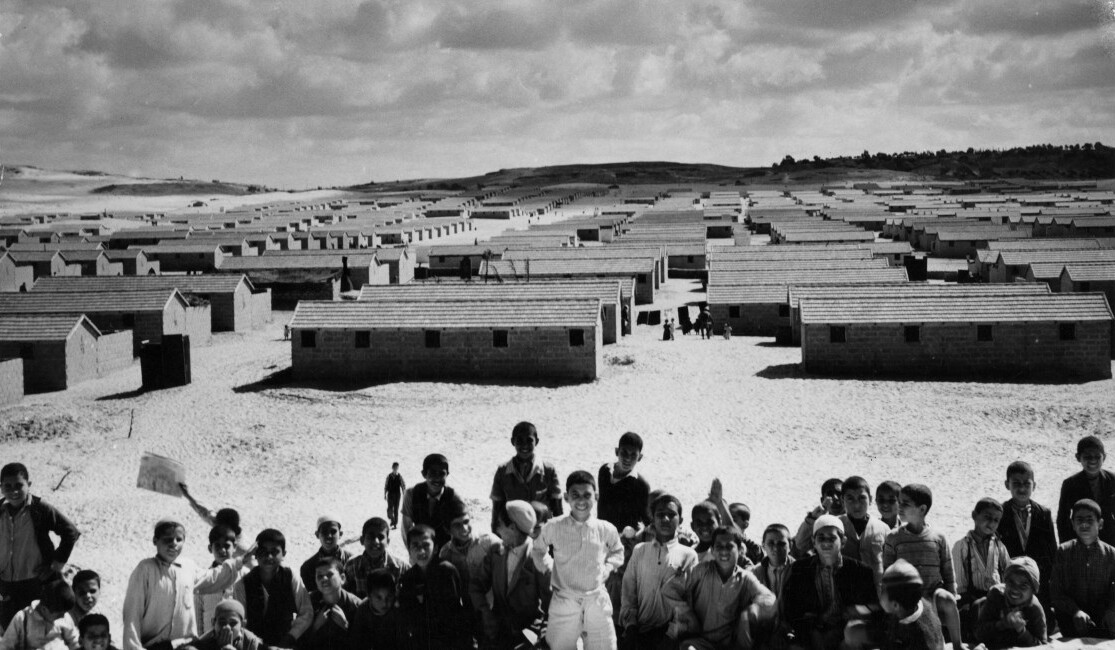
Palestinský uprchlický tábor u města Džabálijá, Pásmo Gazy (1950)

V průběhu let 1947 až 1949, po schválení plánu rozdělení mandátní Palestiny Valným shromážděním OSN, proběhly občanská válka v mandátní Palestině a na ni navazující první arabsko-izraelská válka. V občanské válce padlo na obou stranách kolem 900 lidí (zejména příslušníků arabských a židovských milicí. Po stažení britských jednotek a okamžitém vyhlášení státu Izrael v polovině května 1948 vypukla první arabsko-izraelská válka, do které se zapojily okolní arabské země s cílem poražení Izraele a získání území. Izrael se ovšem ubránil a při uzavření dohod o příměří z roku 1949 došlo k rozdělení Palestiny mezi Izrael, Egypt a Jordánsko. Během let 1947 až 1949 bylo z území Palestiny, ze kterého se stal Izrael, vysídleno 700 tisíc Palestinců (tj. polovina tehdejší populace). Z nich se stali uprchlíci, jejichž část od té doby stále žije v uprchlických táborech v okolních zemích a na palestinských územích. Izrael neuznává jejich právo na návrat, zatímco OSN opakovaně uvedla, že řešení konfliktu s sebou nese také znovuusídlení a odškodnění válečných uprchlíků a jejich potomků. Pro zajištění humanitární pomoci uprchlíkům byl v roce 1949 zřízen Úřad OSN pro palestinské uprchlíky na Blízkém východě (UNRWA). Počet uprchlíků se od té doby rozrost na 5,9 milionu (kvůli další uprchlické vlně ve válce z roku 1967 a také kvůli vysoké porodnosti). Podle UNRWA v roce 2025 bylo v Pásmu Gazy 1,58 milionu registrovaných uprchlíků, a to z celkového počtu 2,17 milionu obyvatel.

### 1950–1967: Fedajíni, suezská krize a první izraelská okupace

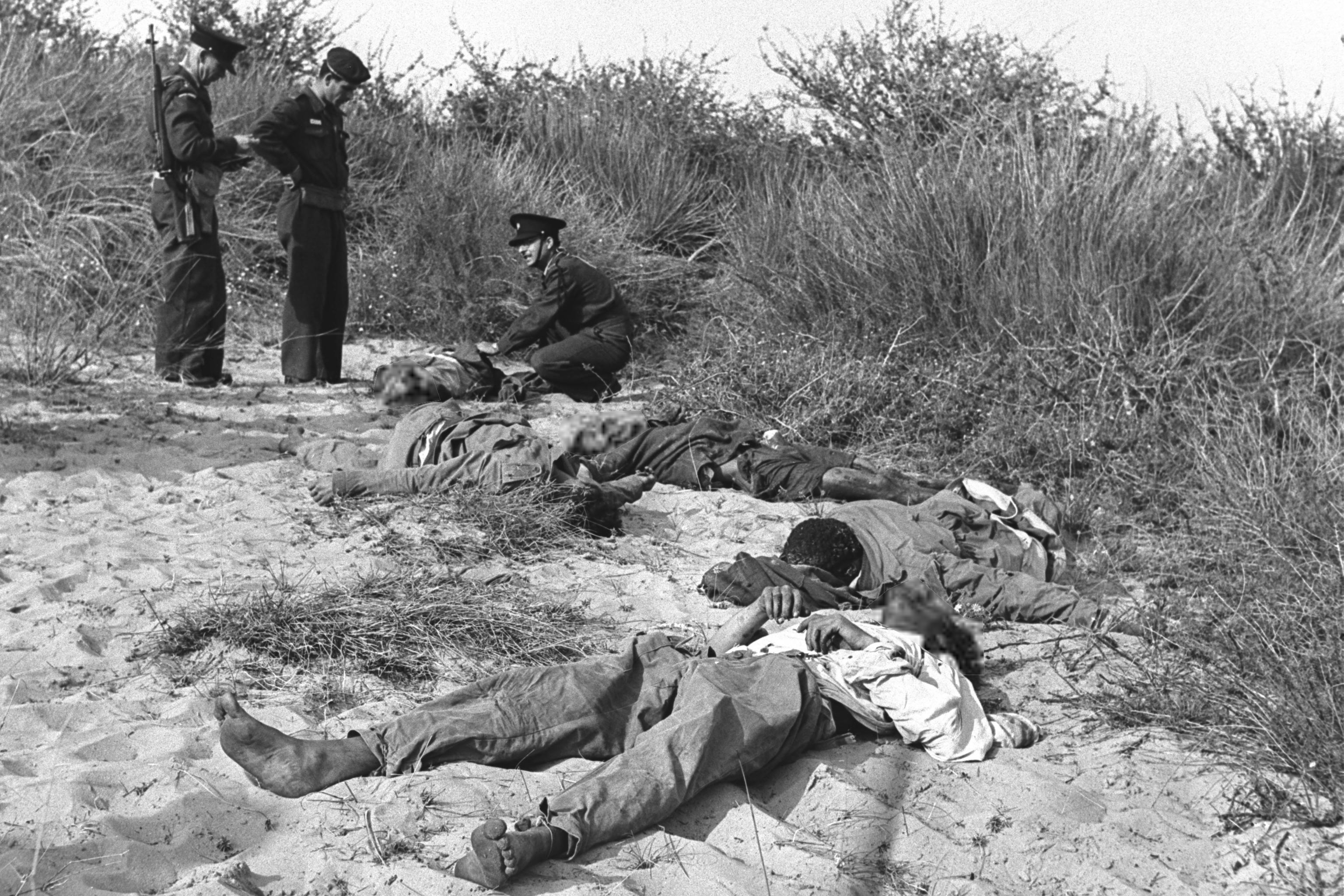
Izraelská hraniční policie u těl zabitých fedajínů (1956)

V průběhu padesátých let nejen z území Pásma Gazy na Izrael útočili palestinští fedajíni. Při tzv. povstání fedajínů po celé dřívější Palestině byly zabity stovky izraelských vojáků a civilistů a jednotky tisíc palestinských fedajínů a civilistů. Izrael současně vedl širší arabsko-izraelský konflikt, kdy soupeřil zejména s násirovským Egyptem. Během suezské krize (1956) Izrael obsadil Pásmo Gazy a Sinajský poloostrov, které okupoval až do roku 1957, kdy se po tlaku zejména Spojených států amerických stáhl. Během okupace bylo izraelskou armádou zabito 930 až 1 200 Palestinců. Na území Pásma Gazy armáda provedla dva zásadní masakry (masakr v Rafahu a masakr v Chán Júnis).

### 1967–2005: Druhá izraelská okupace, Organizace pro osvobození Palestiny, intifády

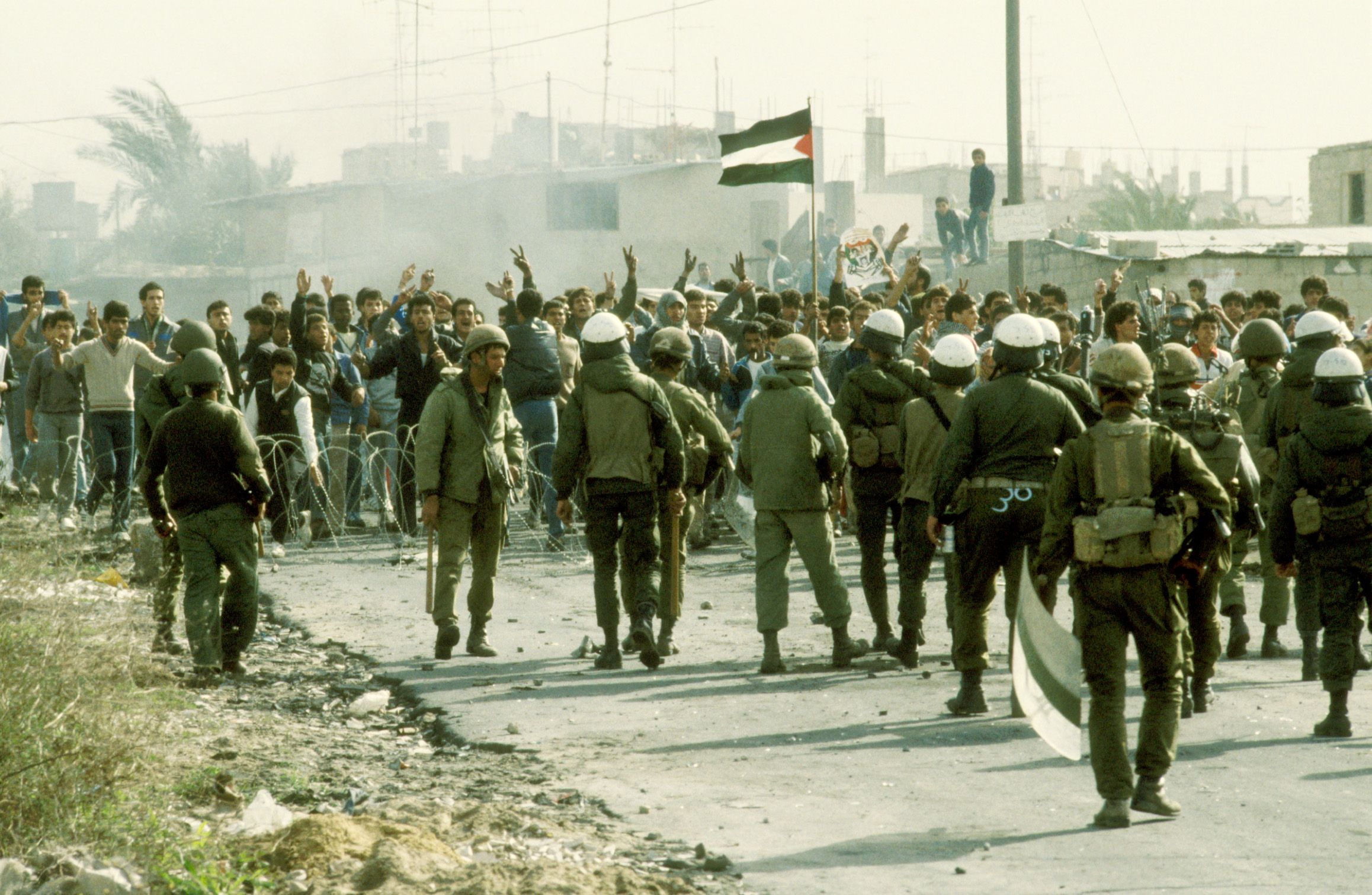
Zátaras IDF před davem protestujících Palestinců, 1987

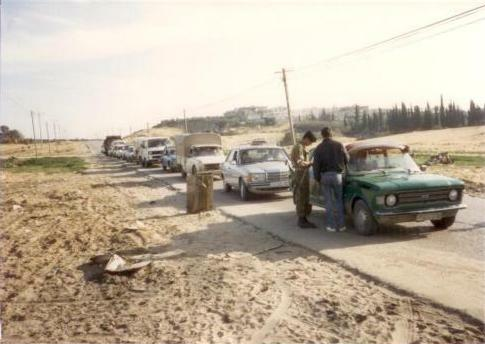
Zátaras IDF před městem Džabálijí v pásmu Gazy, únor 1988

Během šestidenní války v roce 1967 Izrael mj. obsadil Pásmo Gazy, které okupoval až do stažení v roce 2005. Během šestidenní války z území Pásma Gazy bylo do zahraničí vysídleno až 10 % Palestinců. Roku 1970 byla v Pásmu Gazy vybudována první izraelská osada. Celkově jich tam vzniklo 21 a žilo v nich 9 tisíc Izraelců. Izrael vymezil osadníkům štědré území, jelikož každý osadník měl k dispozici 400krát větší pozemky než Palestinci. Osadníci také dostávali 20krát větší příděl vody k zemědělské činnosti než Palestinci. V roce 2005 byli osadníci, často proti vlastní vůli, evakuováni a osady byly rozebrány a materiál byl odvezen do Izraele.
Od poloviny šedesátých let 20. století byla hlavním představitelem Palestinců, jejich práv a nároků, Organizace pro osvobození Palestiny (OOP), kterou vedl Jásir Arafat a hnutí Fatah. Do osmdesátých let byla OOP některými západními státy považována za teroristickou organizaci, jelikož ve své činnosti často využívala politické násilí. Poté se OOP vzdala terorismu a násilí a přetvořila se v běžnou politickou sílu. Byla uznána OSN za hlas Palestinců a v roce 1988 vyhlásila stát Palestina, jehož nedílnou částí je Pásmo Gazy, Západní břeh Jordánu a Východní Jeruzalém, což také potvrdilo OSN.
Od druhé izraelské okupace, která začala v roce 1967, proběhlo několik malých povstání, při kterých byly zabity desítky Palestinců a jednotky Izraelců. Izrael také zahájil praxi tzv. administrativní vazby, tj. zatýkání a zadržování Palestinců ve vězení bez soudu a vznesení obvinění. Takto bylo při těchto povstáních postupně zadrženo 10 tisíc Palestinců. Dalším velkým konfliktem byla až první intifáda (1987–1993). Šlo o občanské povstání, které se projevovalo nízkou mírou násilí (Palestinci měli většinou k dispozici jen kameny apod.). Při povstání bylo přesto zabito 2000 Palestinců a dvě stovky Izraelců. První intifáda skončila mírovými dohodami z Osla v roce 1993. V nich byla zřízena Palestinská autonomie a byl dán proces vzniku palestinského státu v rámci tzv. dvoustátního řešení. Proces byl ale posléze přerušen.

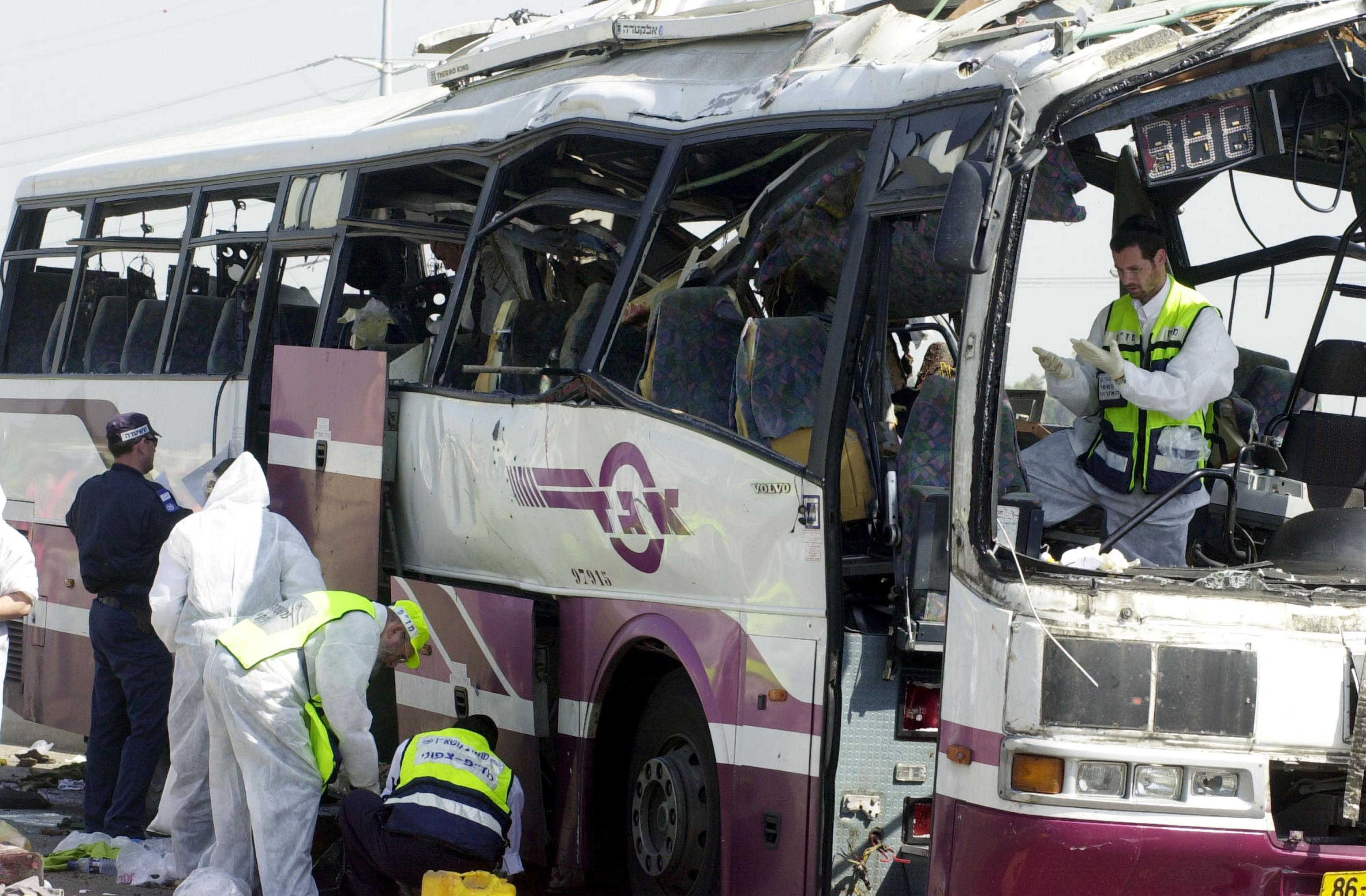
Vrak autobusu Eged 960, ve kterém se v obci Jagur odpálil palestinský sebevražedný atentátník (2002)

Po selhání mírových dohod vypukla na palestinských územích druhá intifáda. Ta byla již značně více násilná. Iniciativy se chopilo islamistické hnutí Hamás, které si vytvořilo renomé odporu během první intifády. Hamás měl tradičně větší vliv v Pásmu Gazy, které bylo územně oddělené od centra Palestinské autonomie, která sídlila na Západním břehu Jordánu. Během druhé intifády Hamás využil taktiku sebevražedných útočníků, které se později zřekl. Izrael v roce 2001 více opevnil svou hraniční bariéru, což vedlo Hamás k větší intenzitě využívání raketových útoků (rakety Kassám). V roce 2004 pořádal Izrael do Pásma Gazy dvě vojenské operace (operace Duha a operace Dny pokání). Dohromady v nich bylo zabito 200 Palestinců a tři izraelští vojáci. Při každém útoku Izraele byly značné ztráty na straně civilistů. Nicméně Izrael vždy tvril, že cílí na ozbrojence.

### 2006–2023: Sekání trávníku – izraelské operace v Pásmu Gazy

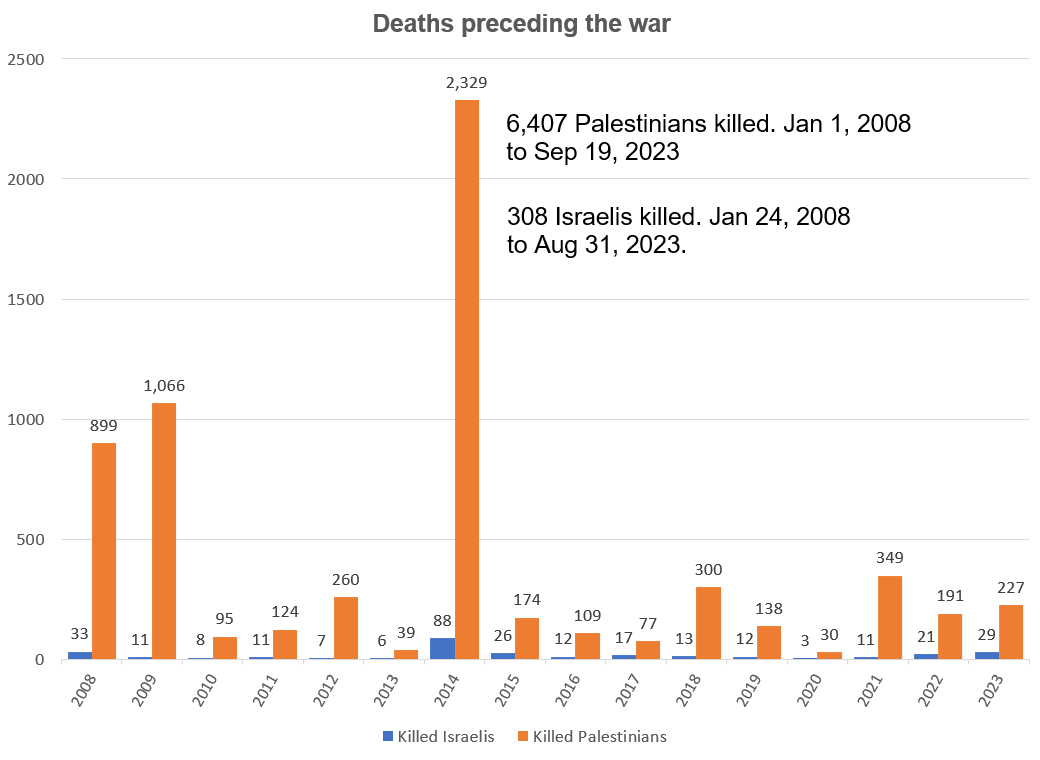
Porovnání počtu zabitých Izraelců (modře) a Palestinců (oranžově) v izraelsko-palestinském konfliktu mezi rokem 2008 a říjnem 2023 (před válkou). Počty slučují zabité civilisty i militanty/vojáky.

Poté, co Hamás vyhrál v roce 2006 palestinské parlamentní volby, Izrael s nimi odmítl komunikovat a zahájil strategii „sekání trávníku“. Následovala nová eskalace násilí a obě strany začaly odvetně ostřelovat nepřítelovo území raketami. V červnu 2006 Hamás zajal izraelského vojáka Gil'ada Šalita. Izrael reagoval odvetnými operacemi Letní déšť a Podzimní mraky. Následně Izrael zahájil blokádu Pásma Gazy. V roce 2008 následovala operace Horká zima. Dohromady v těchto operacích byly zabity stovky Palestinců a desítky Izraelců.
V roce 2007 proběhla v americkém Annapolis mírová konference (pod patronátem George W. Bushe), která měla vyřešit otázku územních sporů a palestinských uprchlíků. V praxi však nepřinesla žádné hmatatelné výsledky.

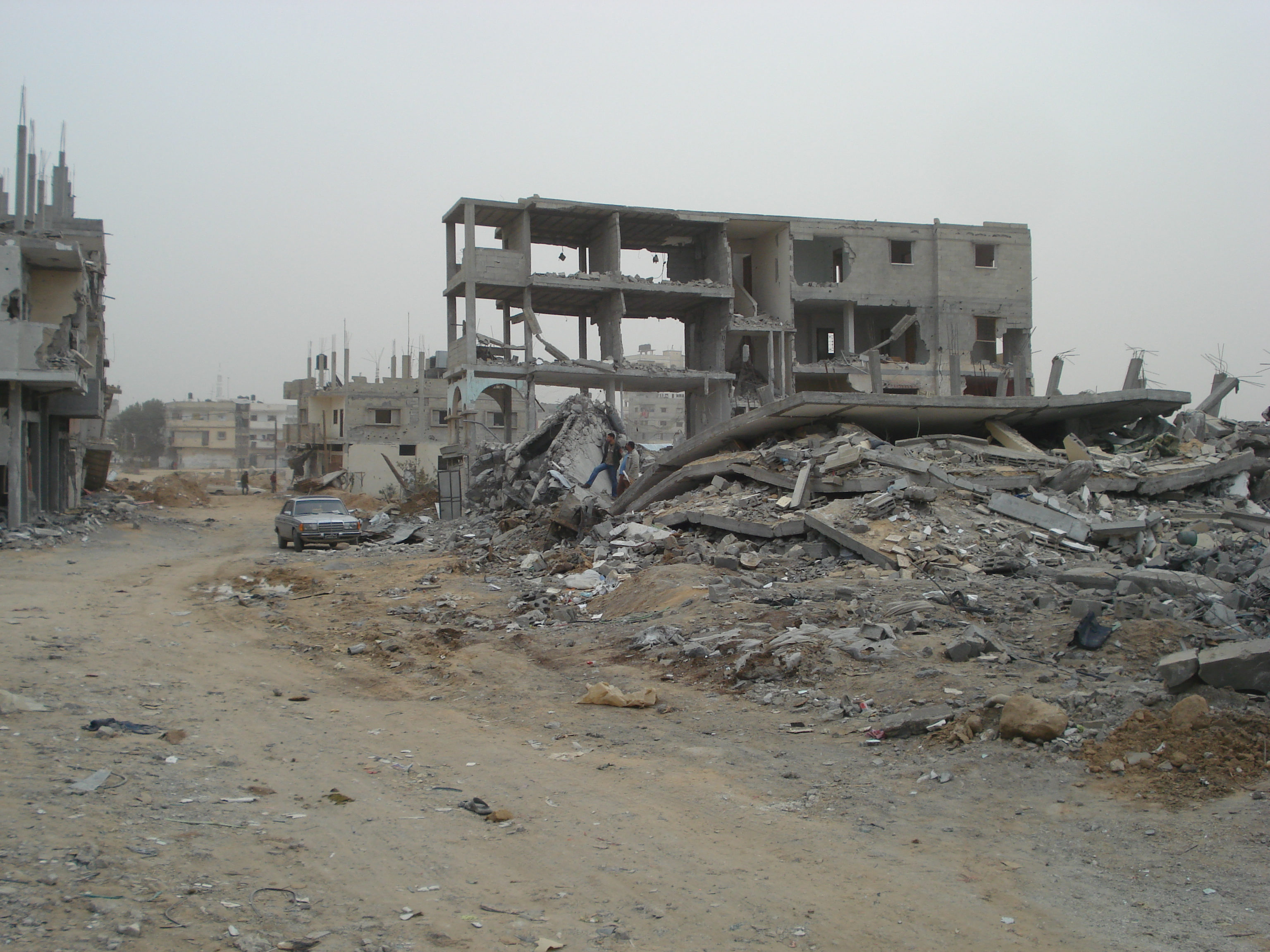
Ruiny budov ve městě Gaze po operaci Lité olovo (2009)

Na konci roku 2008 eskalovalo napětí v Pásmu Gazy. Hnutí Hamás vypovědělo předchozí dvouměsíční příměří a obnovilo ostřelování izraelských měst raketami Kassám. Izrael reagoval leteckými útoky a pozemní invazí. Operace Lité olovo byla třítýdenní vojenskou invazí, která byla zahájena 27. prosince 2008. Masivní ofenziva byla reakcí na neustálé raketové a minometné útoky bojovníků Hamásu. Hamás i Izrael byly pod tlakem mezinárodního společenství kvůli humanitární krizi. Izrael souhlasil, že každý den na tři hodiny přeruší boje, aby mohla do Gazy proudit humanitární pomoc. Během operace bylo zabito 1300 Palestinců (z většiny civilisté) a další tisíce byly zraněny. Na izraelské straně padlo 13 vojáků.

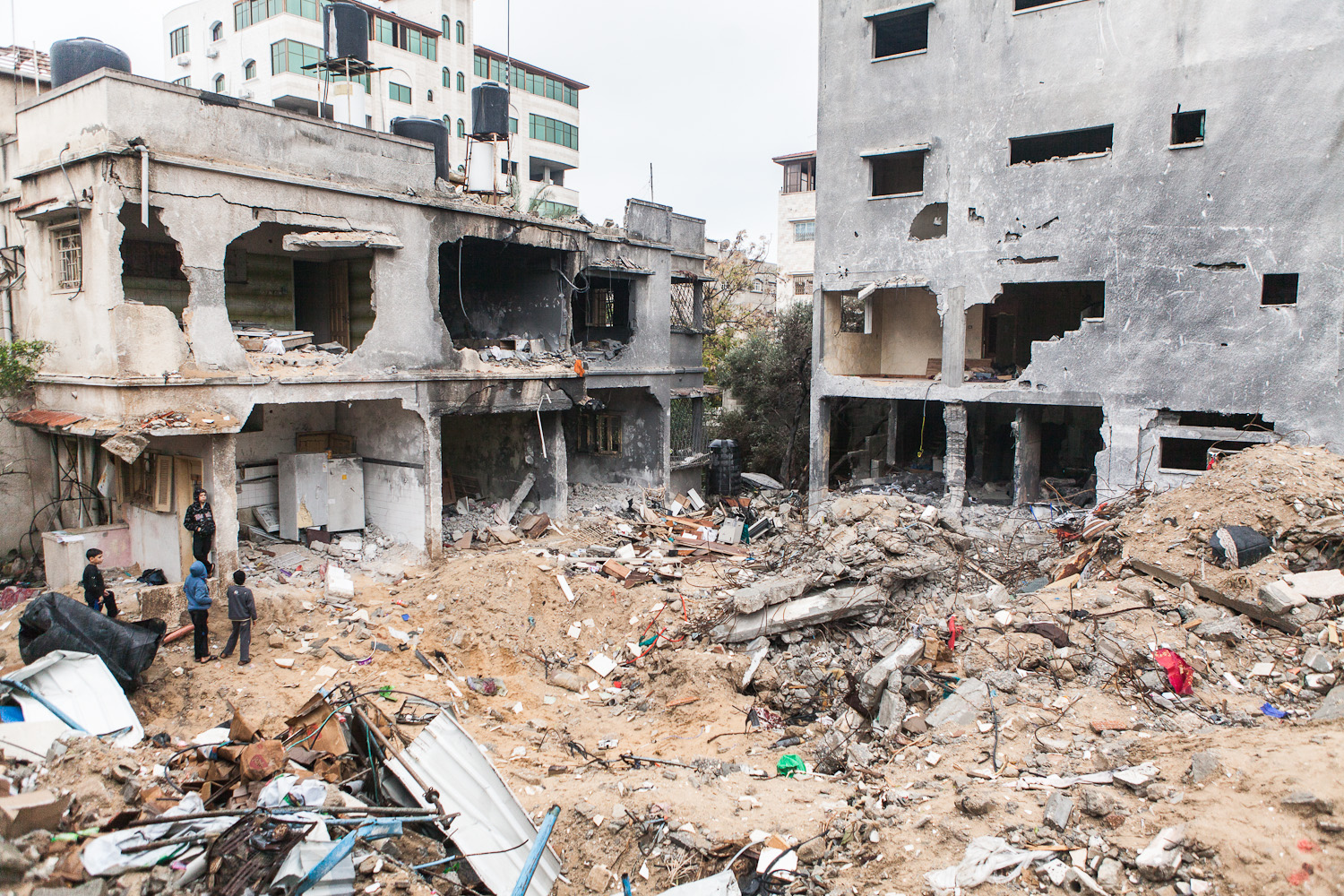
Ruiny budov ve městě Gaze po operaci Pilíř obrany (2012)

V roce 2012 Izrael spustil operaci Pilíř obrany poté, co dne 14. listopadu 2012 zabil Ahmada Džabarího, velitele vojenského křídla Hamásu. Podle izraelského prohlášení bylo hlavním důvodem zahájení operace intenzivní raketové ostřelování izraelského území. Naproti tomu vláda Palestinské autonomie popřela označení za agresora, ale naopak deklarovala právo hájit své občany proti blokádě pásma Gazy a proti izraelské okupaci západního břehu Jordánu a Jeruzaléma. Operace trvala týden a na palestinské straně si vyžádala smrt 100 civilistů a 80 členů Hamásu. Izrael hlásil ztrátu dvou vojáků a čtyř civilistů.

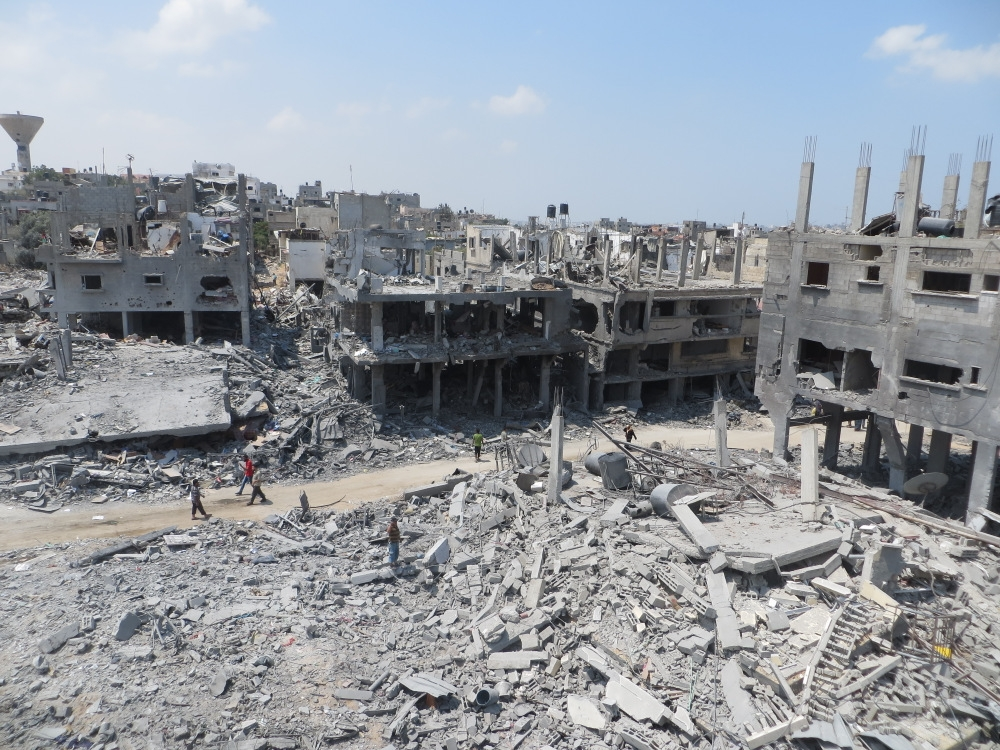
Ruiny budov ve městě Bajt Hánún po operaci Ochranné ostří (2014)

Dne 8. července 2014 Izrael zahájil padesátidenní operaci Ochranné ostří (v doslovném překladu operace Pevná skála). Operace začala týden po nalezení tří mrtvých těl unesených a zavražděných izraelských mladíků na Západním břehu Jordánu, z jejichž vraždy Izrael obvinil dva členy hnutí Hamás navzdory tomu, že představitelé hnutí Hamás svou účast popřeli, ale připustili, že se tak mohlo stát bez vědomí politického křídla hnutí. Při následné odvetné operaci Bratrův ochránce na potlačení buněk a infrastruktury Hamásu bylo zabito šest palestinských příslušníků Hamásu a dalších 600 osob bylo zatčeno. Dne 2. července, den po pohřbu unesených mladíků, byl unesen šestnáctiletý palestinský mladík Muhammad abú Chudajr a byl upálen zaživa. Dne 6. července Šabak dopadl šest podezřelých z vraždy ve věku 16–25 let, kteří pocházejí všichni z ortodoxních židovských rodin. Již během Chudajrova pohřbu se maskovaní Palestinci střetli s izraelskými policisty, nepokoje se dále rozrostly do celého východního Jeruzaléma, na jih Izraele a do mnoha arabských vesnic po celé zemi. Izraelský premiér Netanjahu vraždu palestinského mladíka odsoudil a vrahy označil za "židovské teroristy". Kromě Muhammada abú Chudajra se navíc ve východním Jeruzalémě od 4. července pátrá po zmizelém palestinském chlapci. Operace Ochranné ostří byla nejkrvavějším palestinsko-izraelským střetnutím od druhé intifády a zároveň toho času nejdelší izraelskou vojenskou akcí v Pásmu Gazy (operace stála život 2000 Palestinců a dalších 10000 bylo zraněných. Izrael přišel o 66 vojáků a 6 civilistů.).
V letech 2018–2019 probíhaly v blízkosti hranice Pásma Gazy a Izraele velké týdenní organizované protesty za návrat palestinských uprchlíků do svých domovů a za zrušení blokády Pásma Gazy, které byly násilně potlačeny Izraelem, jehož odstřelovači zabili stovky a zranili tisíce Palestinců.
V květnu 2021 došlo ke vzájemným raketovým útokům mezi ozbrojenci a izraelskou armádou. V roce 2022 násilí pokračovalo v dalších střetech. V květnu 2023 provedl Izrael vojenskou operaci Štít a šíp zaměřenou proti Palestinskému islámskému džihádu. Zemřely desítky Palestinců a dva Izraelci.

### Od roku 2023: Útok Hamásu na Izrael a válka v Pásmu Gazy

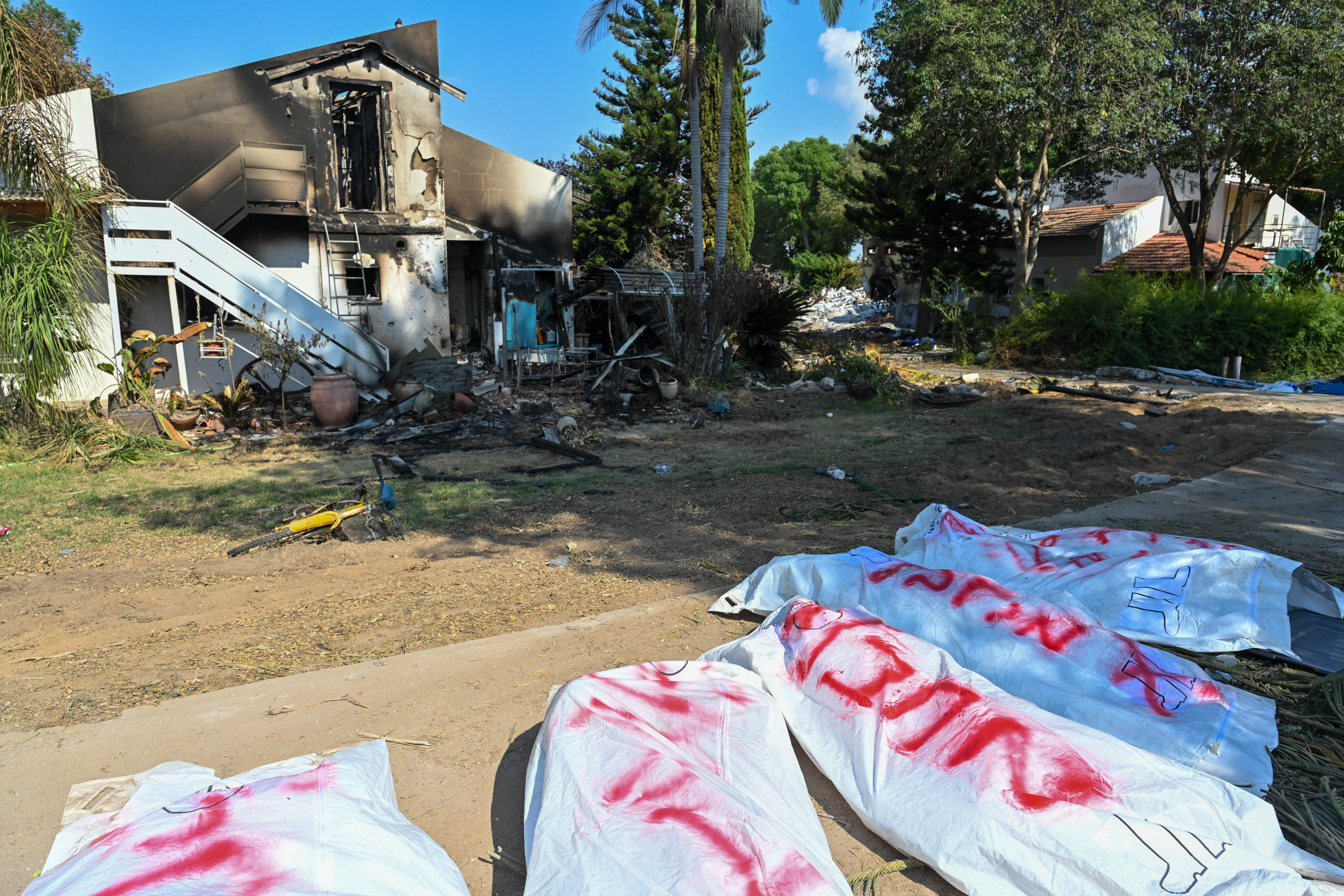
Těla ozbrojenců a zničené domy po masakru ve vesnici Be'eri

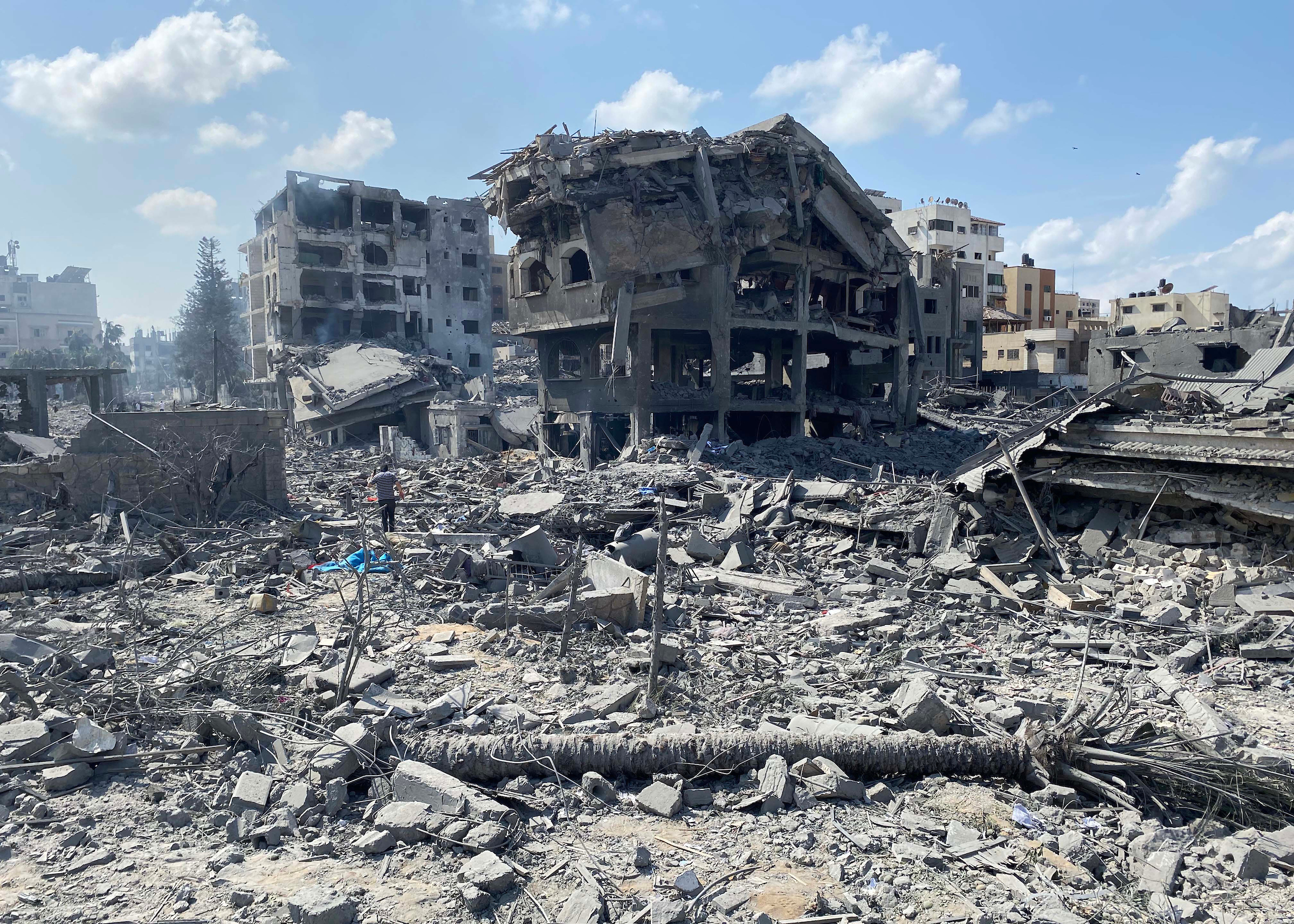
Následky izraelského náletu na oblast El-Remal ve městě Gaza, 9. října 2023

7. října 2023 v ranních hodinách zahájily palestinské militantní skupiny Hamás a Palestinský islámský džihád útok na Izrael. Ten byl ostřelován tisícovkami raket a někteří ozbrojenci vpadli na území Izraele. Útok si vyžádal na 1139 mrtvých Izraelců. Zároveň jich 253 padlo do zajetí. Izraelský odvetný útok na Pásmo Gazy si v prvních dnech vyžádal téměř 200 mrtvých a okolo 1 600 zraněných. Premiér Benjamin Netanjahu prohlásil, že země je ve válce. Netanjahu nařídil v odvetě za útok Hamásu letecké údery a zavedení totální blokády Pásma Gazy. Během válečného konfliktu Izrael obsadil celé Pásmo Gazy, ve kterém vedl ofenzivy proti Hamásu. V první fázi dobyl sever Pásma Gazy a hlavní město Gaza. Následně vedl boje na jihu území, zejména ve městech Chán Júnis a Rafah, kde se nacházeli vysídlení uprchlíci ze severních oblastí. Těm izraelská armáda bránila v návratu. Během krátkého příměří na výměnu zajatců v listopadu 2023 Izrael propustil 240 palestinských vězňů a Hamás propustil 105 civilních rukojmích. V průběhu války byli Izraelem zabiti přední představitelé Hamásu: Ismáíl Haníja, Jahjá Sinvár, Muhammad Dajf a Sálih Arúrí.
V konfliktu mezi Izraelem a Hamásem bylo od 7. října 2023 do 14. května 2025 hlášeno celkové zabití téměř 54 000 lidí (52 928 Palestinců a 1 700 Izraelců, včetně 179 novinářů (171 Palestinců, 2 Izraelci a 6 Libanonců) a přes 430 humanitárních pracovníků, včetně 305 zaměstnanců OSN). Na palestinské straně bylo zraněno 119 tisíc osob a na izraelské přes 8 tisíc. Okolo 1,9 milionu obyvatel Gazy muselo opustit své domovy. Mezi zabitými a zraněnými Palestinci byla většina civilistů, včetně desítek tisíc žen a dětí. K prosinci 2023 bylo z Pásma Gazy hlášeno, že válka udělala z 19 000 dětí sirotky, přičemž dalších 5 000 dětí ztratilo jednoho rodiče. Při útocích bylo k lednu 2024 v severní Gaze a v hlavním městě Gaza zničeno 60 % bytových jednotek (tj. domov pro 45 % obyvatel Pásma Gazy). Destrukce budov se děla i v ostatních částech území. Izrael také v prvotní fázi konfliktu odpojil palestinskému obyvatelstvu přísun vody, elektrické energie a blokoval přísun humanitární pomoci, a to včetně základních léků. Nejpozději v březnu začaly OSN a různé země varovat před hrozbou hladomoru v Pásmu Gazy. Jihoafrická republika u Mezinárodního soudního dvora obvinila Izrael z páchání genocidy Palestinců v Pásmu Gazy.

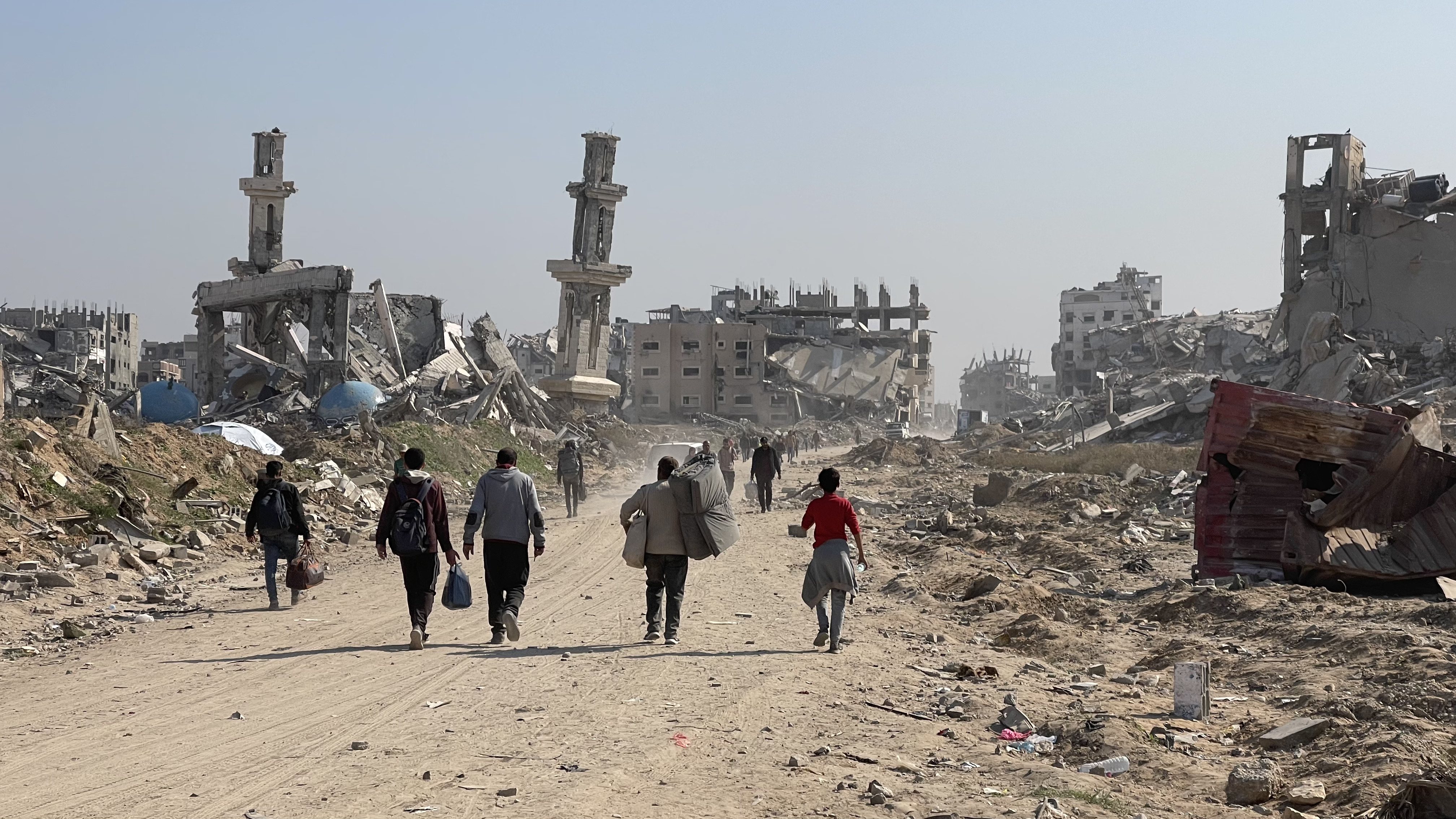
Vysídlení Palestinci v ruinách Pásma Gazy během války (leden 2025)

Během války Izrael opakovaně prováděl cílené bombardování a pozemní operace ve městech na Západním břehu Jordánu. V polovině srpna 2024 bylo ze Západního břehu Jordánu hlášeno celkem 630 zabitých Palestinců. Koncem srpna zde izraelská armáda spustila oficiální „protiteroristickou operaci“. Ta byla svým rozsahem největší od konce druhé intifády v roce 2005. Operace také eskalovala střety s palestinskými povstalci. Mezinárodní soudní dvůr v Haagu ve svém poradním posudku přirovnal 19. července 2024 působení Izraele na palestinských územích Pásma Gazy, Západního břehu Jordánu a východního Jeruzaléma za okupaci a postupnou anexi, tuto praxi označil za nelegální a taktéž v rozporu s článkem 3 Mezinárodní úmluvy o odstranění všech forem rasové diskriminace, včetně „rasové segregace a apartheidu“. Současně vyzval Izrael k ukončení útoků na civilní obyvatelstvo. V polovině září 2024 Valné shromáždění OSN většinově přijalo rezoluci navrženou Palestinou, která stanovila, že i na základě zjištění posudku Mezinárodního soudního dvora v Haagu má do jednoho roku Izrael opustit okupovaná území.
Dne 21. listopadu 2024 Mezinárodní trestní soud rozhodl o vydání zatykačů za válečné zločiny a zločiny proti lidskosti na izraelského premiéra Benjamina Netanjahua (Likud) a v té době čerstvě odvolaného ministra obrany Jo'ava Galanta (Likud). Tři představitelé Hamásu, kteří podle dřívější žádosti vrchního žalobce měli také být povoláni před Mezinárodní trestní soud, byli v listopadu 2024 již mrtví.